# Paris When It Sizzles
Paris When It Sizzles és una pel·lícula estatunidenca dirigida per Richard Quine, estrenada el 1964.

## Argument
Un productor de Hollywood ha confiat al conegut autor Richard Benson la tasca de trobar el tema per una pel·lícula. A París, Richard, que se suposava que estava tancat durant setmanes per treballar pel seu guió, ha perdut tot el seu temps festejant en companyia de la seva inseparable ampolla. Com que només li queden dos dies per trobar una història, recluta la secretària Gabrielle Simpson per ajudar-lo. En la precipitació, idees tan estrafolàries com poca-soltes esclaten dels cervells en ebullició dels dos pixatinters mentre l'amor farà la resta.

## Repartiment
- William Holden: Richard Benson/Rick
- Audrey Hepburn: Gabrielle Simpson/Gaby
- Grégoire Aslan: Gilet, l'inspector de policia
- Raymond Bussières: François (1r gàngster)
- Christian Duvaleix: l'amo de l'hotel
- Michel Thomass: Michel Thomas
- Noël Coward: Alexander Meyerheim
- Tony Curtis: Maurice / Philippe
- Mel Ferrer: M. Hyde
- Marlene Dietrich: ella mateixa
- Frank Sinatra: un cantant
- Henri Garcin: un policia
- Dominique Boschero
- Evi Marandi

## Al voltant de la pel·lícula
- Remake de la pel·lícula francesa La Fête à Henriette estrenada el 1952 i dirigida per Julien Duvivier amb un guió coescrit amb Henri Jeanson. Audrey Hepburn i William Holden encarnen personatges inspirats per aquells creats per Dany Robin (Henriette) i Michel Auclair (Maurice).